# Kjartansson
Kjartansson ist ein isländischer Name.

## Bedeutung
Der Name ist ein Patronym und bedeutet Sohn des Kjartan. Die weibliche Entsprechung ist Kjartansdóttir (Tochter des Kjartan).

## Namensträger
- Guðmundur Kjartansson (* 1988), isländischer Schachspieler
- Jón Kjartansson, bürgerlicher Name von Jón frá Pálmholti (1930–2004), isländischer Schriftsteller
- Ragnar Kjartansson (Bildhauer) (1923–1988), isländischer Bildhauer und Keramiker
- Ragnar Kjartansson (Künstler) (* 1976), isländischer Performancekünstler, Maler, Bildhauer und Musiker
- Viðar Örn Kjartansson (* 1990), isländischer Fußballspieler